# محمد بن علي بن خشيش
أبو الحسين محمد بن علي بن خشيش التميمي مقرئ الكوفة، وأحد رواة الحديث النبوي.
ورد اسم ابن خشيش في مصنفات البيهقي مرارًا بألفاظ: أبو الحسين محمَّد بن علي بن خشيش التميمي المقرئ، وأبو الحسين محمد بن علي بن خشيش المقرئ، ومحمد بن علي بن خشيش التميمي، وأبو الحسين بن خشيش المقرئ. روى عن: إبراهيم بن عبد الله أبي إسحاق الكوفي المعروف بابن أبي العزائم، وعبد الله بن يحيى بن معاوية أبي بكر التيمي الطلحي الكوفي إملاء، ومحمد بن علي ابن دحيم أبي جعفر الشيباني الكوفي محدث الكوفة. سمع منه: أبو بكر البيهقي بالكوفة وأكثر الرواية عنه في تصانيفه، ومن طريقه تحمل مسند ابن أبي غرزة أحمد بن حازم. وروى عنه أيضًا الحسن بن حمزة الزيدلي شيخ لأبي طاهر السلفي.
قال الذهبي: «محمد بن علي بن خُشيش أبو الحسين التميمي المقرئ بالكوفة روى عن محمَّد بن علي بن دُحيم الشيباني، روى عنه أبو بكر البيهقي». قال ابن نقطة: «أبو الحسين محمَّد بن علي بن خشيش الكوفي، حدث عن أبي بكر عبد الله بن يحيى بن معاوية الطلحي، وأبي الحسن علي بن الحسين بن يعقوب الهمذاني، حدث عنه الحسن بن حمزة الزيدلي شيخ لأبي طاهر السِّلفي، نقلته من خط أحمد بن طارق بن سنان وكان ضابطًا».